# Herpetogramma aeglealis
Herpetogramma aeglealis is een vlinder uit de familie van de grasmotten (Crambidae), uit de onderfamilie van de Spilomelinae. De wetenschappelijke naam van deze soort is voor het eerst gepubliceerd in 1859 door Francis Walker.
De soort komt voor in de Verenigde Staten.